# Khanashin (huyện)
Khanasin là một huyện thuộc tỉnh Helmand, Afghanistan. Dân số thời điểm năm 1999 là 21,797 người.